# Championnat d'Espagne de hockey sur glace 1999-2000
Saison précédente Saison suivante
La saison 1999-2000 est la 26e saison du championnat d'Espagne de hockey sur glace. Cette saison, le championnat porte le nom de Superliga Española.

## Clubs de la Superliga 1999-2000
- FC Barcelone
- ARD Gasteiz
- CH Jaca
- Majadahonda HC
- CG Puigcerdà
- Txuri Urdin

## Première Phase

### Classement
| # | Club           | Joués | V  | N | D  | bp:bc  | +/-  | Points |
| - | -------------- | ----- | -- | - | -- | ------ | ---- | ------ |
| 1 | CH Jaca        | 15    | 12 | 2 | 1  | 129:51 | +78  | 58     |
| 2 | CG Puigcerdà   | 15    | 9  | 5 | 1  | 99:45  | +54  | 34     |
| 3 | Txuri Urdin    | 14    | 7  | 3 | 4  | 84:62  | +22  | 29     |
| 4 | Majadahonda HC | 15    | 5  | 1 | 9  | 46:83  | -37  | 25     |
| 5 | FC Barcelone   | 15    | 4  | 3 | 8  | 71:76  | -5   | 21     |
| 6 | ARD Gasteiz    | 14    | 0  | 0 | 14 | 20:132 | -112 | 10     |

## Séries finales
Les séries se jouent en matchs aller/retour pour les demi-finales et au meilleur des trois matchs pour la finale.

### Demi-finales
| Équipes        | 1 | 2 |
| Majadahonda HC | 6 | 5 |
| CH Jaca        | 8 | 6 |

| Équipes      | 1 | 2 |
| Txuri Urdin  | 8 | 3 |
| CG Puigcerdà | 6 | 4 |

### Finale
| Équipes     | 1 | 2 | 3 | Série |
| CH Jaca     | 3 | 5 | 3 | 1     |
| Txuri Urdin | 4 | 1 | 4 | 2     |

Le Txuri Urdin est sacré Champion d'Espagne de hockey sur glace 1999-2000.